# 塩原肇
塩原 肇（しおばら はじめ、1961年 - ） は、日本の地震学者。東京大学地震研究所教授。

## 人物・経歴
埼玉県生まれ。埼玉県立熊谷高等学校を経て、北海道大学理学部地球物理学科卒業。北海道大学大学院修了。理学修士。理学博士。北海道大学理学部助手、富山大学理学部助教授、東京大学地震研究所助教授を経て、同教授。2015年には篠原雅尚らとの論文で海洋調査技術学会技術賞を受賞した。専門は海底固体地球物理学。